# Zakari Lambo
Zakari Lambo (14 mei 1976) is een Nigerees ex-voetballer. Hij speelde als aanvaller in de Poolse competitie, maar het grootste deel van zijn carrière bracht hij door in België. Bij Eendracht Aalst beleefde hij zijn topperiode. Later op zijn carrière ging hij vooral spelen in de lagere reeksen van België.
Lambo speelde twintigmaal voor de nationale ploeg van Niger. Hij scoorde hierin vijftienmaal.